# Cotonet de l'olivera
El cotonet de l'olivera, borra de l'olivera, cotó de l'olivera, puça de l'olivera o pugó de l'olivera (Euphyllura olivina) és una espècie d'insectes hemípters de la família dels lívids, originària de la conca mediterrània. Afecta principalment l'olivera.
Aquest insecte picador-xuclador és una plaga de l'olivera, susceptible de causar damnatges importants en cas de pul·lulació. Els danys són deguts tant a l'activitat directa de les picades alimentàries que afebleixen els arbres i afecten el retiment com a l'efecte indirecte de les secrecions ceroses que provoquen l'avortament de moltes flors.

## Generalitats
A l'Estat espanyol és present a totes les zones oleícoles així com a la resta de la conca de la Mediterrània.

## Descripció
L'adult fa uns 2 o 3 mm de llarg i de color verda. Les larves tenen una gran quantitat de glàndules per la qual segreguen una cera blanca que recobreix totalment les colònies larvàries i que li dona un aspecte de cotó.

## Biologia
Passen l'hivern en estat adult, sobre abril o maig, les femelles ponen a les proximitats de les flors i dels brots joves.

## Danys
És un insecte xuclador que s'alimenta de la saba de l'olivera. Perquè es produeixin danys importants cal que hi hagi almenys 10 insectes per inflorescència, extrem que sol ser molt difícil que passi de manera que els danys no solen ser gaire importants.

## Control
Normalment no es recomana de realitzar tractaments contra aquest insecte llevat que la població sigui molt alta.

## Taxonomia
L'espècie ha estat descrita per la primera vegada l'any 1839 per l'entomòleg italià Oronzio Gabriele Costa sota el nom de Trips olivinus, corregit poc després en Thrips olivinus. Ha estat classificada en el gènere Psylla l'any 1845 per Baldassare Romano.
Descrita d'altra banda l'any 1840 per l'entomòleg francès, Boyer de Fonscolombe, sota el nom de Psylla oleae, és reconeguda com a sinònima de Euphyllura olivina per Löw l'any 1882.